# Ermil Paraschivescu
Ermil Paraschivescu, romunski general, * 1893, † 1951.